# Rom (Burkina Faso)
Pour les articles homonymes, voir Rom.
Rom est une localité située dans le département de Gourcy de la province du Zondoma dans la région Nord au Burkina Faso.

## Géographie
Rom se trouve à environ 12 km au nord du centre de Gourcy, le chef-lieu départemental, et à 7 km au nord de Kontigué. Le village est traversé par la route nationale 2.

## Santé et éducation
Le centre de soins le plus proche de Rom est le centre de santé et de promotion sociale (CSPS) de Kontigué ainsi que le centre médical (CM) de la province à Gourcy.